# Contea di Aurora
La contea di Aurora (in inglese Aurora County ) è una contea dello Stato del Dakota del Sud, negli Stati Uniti. Il capoluogo di contea è Plankinton. La popolazione al censimento del 2000 era di 3 058 abitanti. Secondo il censimento del 2010, la popolazione era composta da 2.710 abitanti. La contea è stata creata nel 1879 e organizzata nel 1881.

## Storia
La contea di Aurora, ispirata appunto da Aurora, la dea romana dell'alba, è stata creata dalla legislatura territoriale del Dakota nel 1879. È stata organizzata nel 1881, quando sono stati nominati tre commissari della contea. Quest'ultima è stata creata dalla combinazione delle contee di Cragin e Wetmore, che erano state formate entrambe nel 1873. Il primo incontro della commissione si svolse il 29 agosto 1881, dove fu deciso che Plankinton sarebbe stata la sede della contea, un atto che è stato ratificato dagli elettori nel novembre 1882. Aurora perse buona parte della sua superficie nel 1883, quando la parte settentrionale della contea è stata ribattezzata Jerauld County.

## Geografia fisica
Secondo l'US Census Bureau, la contea ha un'area totale di 713 miglia quadrate (1.850 km²), di cui 708 miglia quadrate (1.830 km²) occupate dalla terraferma e 4.3 miglia quadrate (11 km²), (0,6%), è occupata dall'acqua.

### Principali Autostrade
- Interstate 90
- U.S. Highway 281
- South Dakota Highway 42

### Contee Adiacenti
- Jerauld County - nord
- Sanborn County - nord-est
- Davison County - est
- Douglas County - sud
- Charles Mix County - sud-est
- Brule County - ovest

## Società

### Evoluzione demografica
| Censimento | Popolazione | %±       |
| ---------- | ----------- | -------- |
| 1880       | 69          | —        |
| 1890       | 5045        | 7,211.6% |
| 1900       | 4011        | −20.5%   |
| 1910       | 6143        | 53.2%    |
| 1920       | 7246        | 18.0%    |
| 1930       | 7139        | −1.5%    |
| 1940       | 5387        | −24.5%   |
| 1950       | 5020        | −6.8%    |
| 1960       | 4749        | −5.4%    |
| 1970       | 4183        | −11.9%   |
| 1980       | 3628        | −13.3%   |
| 1990       | 3136        | −13.6%   |
| 2000       | 3058        | −2.5%    |
| 2010       | 2710        | −11.4%   |

A partire dal censimento del 2000, c'erano 3.058 persone, 1.165 gruppi famigliari e 816 famiglie che risiedono nella contea. La densità di popolazione è stata di 4 persone per miglio quadrato (2 / km²). C' erano 1.298 unità abitative ad una densità media di 2 per il miglio quadrato (1 / km²). La composizione etnica della contea era 95.68% Bianco, 0.29% Nero o Americano Africano, 1.93% nativi americani, 0,10% asiatici, 1,44% di altre razze, e 0,56% da due o più etnie. Il 2.09% della popolazione era Ispanico o Latino di qualsiasi etnia. Il 48,0% era tedesco, 13,0% olandese, 6,9% norvegese%, 6,6% inglese, il 6,1% irlandese e il 5,8% degli Stati Uniti o antenati americani.
C'erano 1.165 famiglie di cui il 29.70% hanno avuti bambini sotto l'età di 18 anni che vivono con loro, il 61.30% erano coppie di sposi che vivevano insieme, il 5.00% hanno avuto un capofamiglia femminile senza la presenza del marito e il 29.90% non erano famiglie. Il 28.20% di tutte le famiglie hanno avuto dei bambini. La media famigliare era di 2,45 e 3,02.
Nella contea, il 27.60 % della popolazione era costituito da individui sotto i 18 anni, 6,50% 18-24, 22.10% 25-44, 22.20% 45-64 e 21.60% chi avevano 65 anni o più. L'età media era di 41 anni. Per ogni 100 femmine c'erano 104.30 maschi. Per ogni 100 femmine sopra i 18 anni, c'erano 98.80 maschi.
Il reddito medio per una famiglia nella contea era di $ 29.783 e $ 37.227. I maschi avevano un reddito medio di $ 25.786 contro $ 21.250 per le femmine. Il reddito pro capite per la contea era di $ 13.887. Circa il 7.80% delle famiglie e l'11,40% della popolazione erano sotto la linea di povertà, compreso il 13.40% degli individui sotto i 18 anni e il 12.00% di quelli sopra i 65 anni.